# Sinh vật tự dưỡng

Tổng quan vòng tuần hoàn giữa sinh vật tự dưỡng và sinh vật dị dưỡng. Quang hợp là cách thức chính để thực vật, tảo và nhiều vi khuẩn sản sinh ra các hợp chất hữu cơ và oxy từ cacbon dioxide và nước (mũi tên xanh lá).

Một sinh vật tự dưỡng còn gọi là sinh vật sản xuất, là một tổ chức sản xuất ra các hợp chất hữu cơ phức tạp (ví dụ như cacbohydrat, chất béo và protein) từ những hợp chất đơn giản tồn tại xung quanh nó, thường sử dụng năng lượng từ ánh sáng (quang hợp) hoặc các phản ứng hóa học vô cơ (hóa tổng hợp). Chúng là những sinh vật sản xuất trong chuỗi thức ăn, ví dụ như thực vật trên cạn hoặc tảo trong nước (tương phản với sinh vật dị dưỡng, là những sinh vật tiêu thụ sinh vật tự dưỡng). Chúng không cần một nguồn năng lượng hoặc cacbon hữu cơ sống. Sinh vật tự dưỡng có thể oxy hóa khử cacbon dioxide để tạo ra các hợp chất hữu cơ cho quá trình sinh tổng hợp và cũng tạo ra một nguồn dự trữ năng lượng hóa học. Hầu hết sinh vật tự dưỡng sử dụng nước với vai trò là tác nhân khử, nhưng một số có thể sử dụng các hợp chất hydro khác ví dụ như hydro sulfide. Một số sinh vật tự dưỡng, ví dụ như thực vật và tảo, là sinh vật quang dưỡng, tức là chúng chuyển hóa năng lượng điện từ từ ánh sáng mặt trời thành hóa năng dưới dạng cacbon khử.
Sinh vật tự dưỡng có thể là sinh vật quang tự dưỡng hoặc sinh vật hóa tự dưỡng. Sinh vật quang tự dưỡng sử dụng ánh sáng làm nguồn năng lượng, trong khi đó sinh vật hóa tự dưỡng sử dụng chất cho electron làm nguồn năng lượng, bất kể là từ nguồn hữu cơ hay vô cơ; tuy nhiên đối với sinh vật tự dưỡng, những chất cho electron này tới từ các nguồn hóa vô cơ. Những sinh vật hóa tự dưỡng này là sinh vật vô cơ dưỡng. Sinh vật vô cơ dưỡng sử dụng các hợp chất vô cơ, ví dụ như hydro sulfide, lưu huỳnh nguyên tố, amonia và sắt(II) oxit, đóng vai trò là tác nhân khử cho quá trình sinh tổng hợp và dự trữ hóa năng. Sinh vật quang tự dưỡng và sinh vật vô cơ dưỡng sử dụng một phần ATP được sản xuất trong quá trình quang hợp hoặc quá trình oxy hóa các hợp chất vô cơ để khử NADP+ thành NADPH để tạo nên các hợp chất hữu cơ.

## Lịch sử
Thuật ngữ tiếng Anh có nguồn gốc Hy Lạp autotroph được đặt bởi nhà thực vật học người Đức Albert Bernhard Frank vào năm 1892.

## Các biến thể
Một số tổ chức phụ thuộc vào các hợp chất hữu cơ đóng vai trò là nguồn cacbon, nhưng lại có khả năng sử dụng ánh sáng hoặc các hợp chất vô cơ làm nguồn năng lượng. Những tổ chức như thế không được coi là tự dưỡng mà được coi là dị dưỡng. Một tổ chức lấy cacbon từ các hợp chất hữu cơ nhưng lại lấy năng lượng từ ánh sáng được gọi là một sinh vật quang dị dưỡng, trong khi đó một tổ chức lấy cacbon từ hợp chất hữu cơ nhưng lấy năng lượng từ quá trình oxy hóa của các hợp chất vô cơ thì được gọi là sinh vật hóa dị dưỡng, sinh vật hóa vô cơ dị dưỡng hay sinh vật vô cơ dị dưỡng.
Các bằng chứng cho thấy một số loại nấm có thể thu năng lượng từ sự bức xạ. Loại nấm được nuôi dưỡng bằng bức xạ đó được tìm thấy mọc bên trong lò phản ứng của Nhà máy điện hạt nhân Chornobyl.

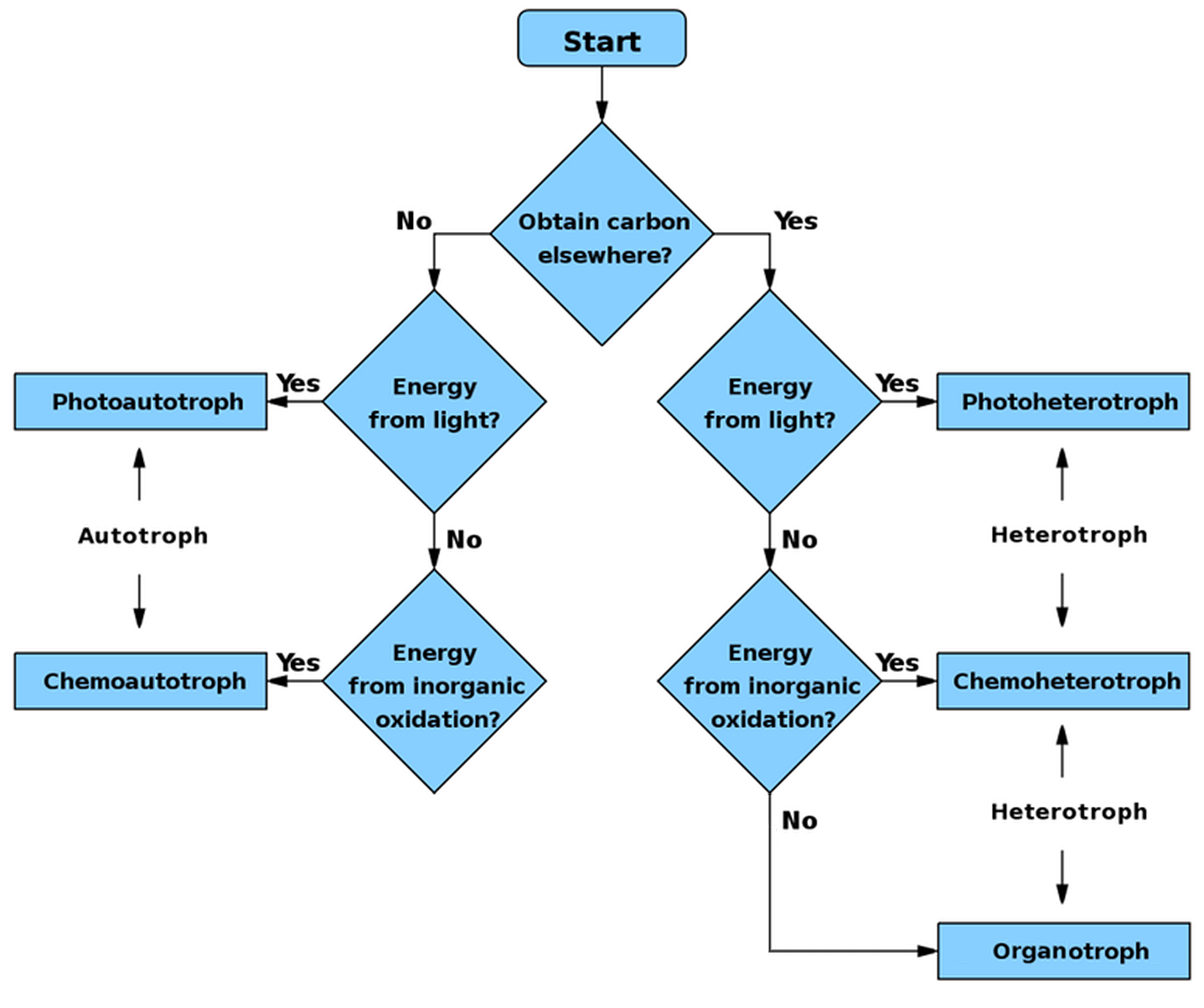
Biểu đồ giúp phân loại một loài là tự dưỡng, dị dưỡng hay là một kiểu phụ

## Sinh thái học

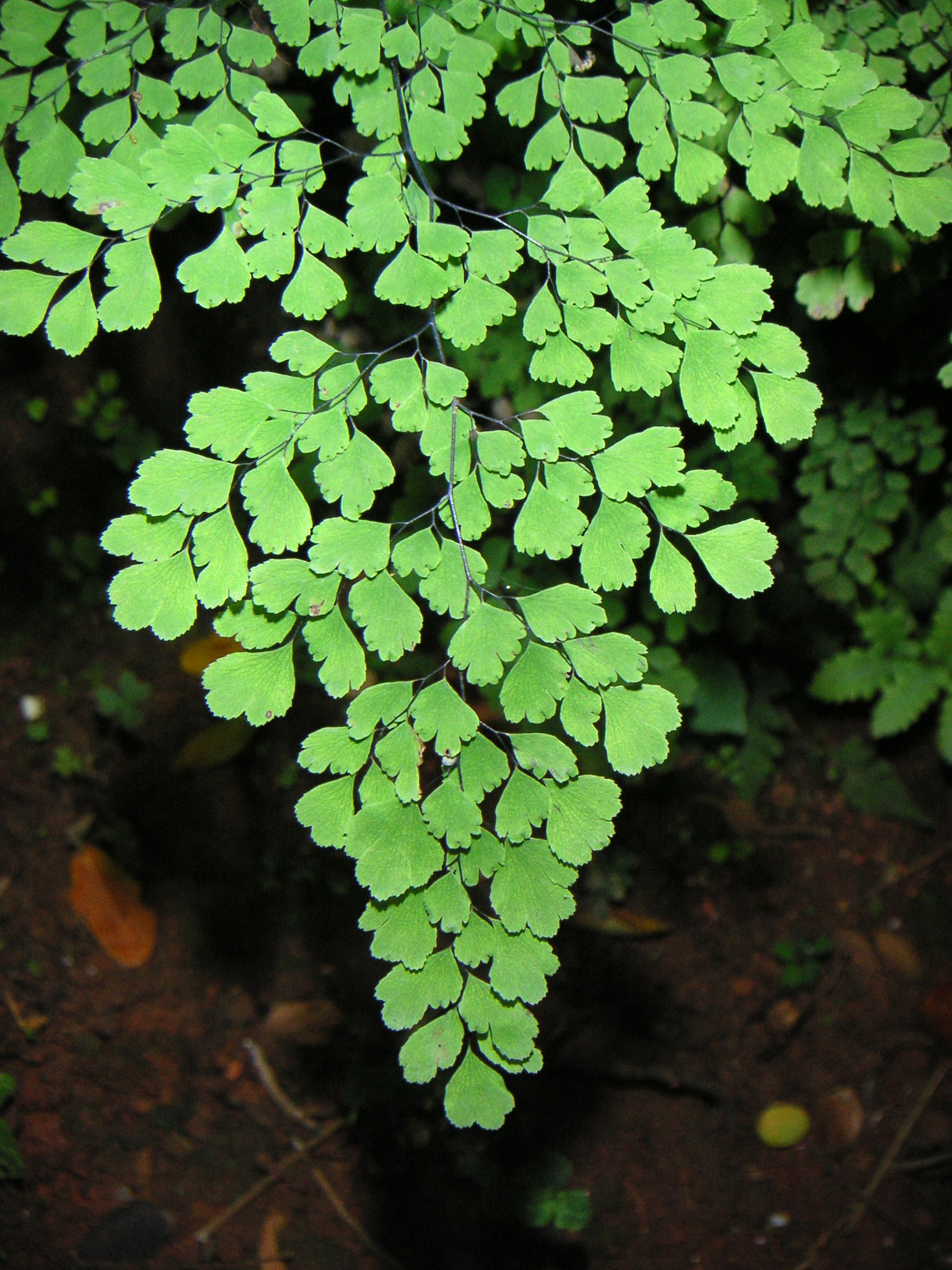
Mặt lá màu xanh của một loại dương xỉ, là một sinh vật quang tự dưỡng

Sinh vật tự dưỡng là nền tảng của chuỗi thức ăn của mọi hệ sinh thái. Chúng hấp thụ năng lượng từ môi trường dưới dạng ánh sáng hoặc chất hóa học vô cơ và dùng nó để tạo ra các phân tử giàu năng lượng ví dụ như cacbohydrat. Cơ chế này được gọi là quá trình sản xuất sơ cấp. Các tổ chức khác, được gọi là sinh vật dị dưỡng, lấy sinh vật tự dưỡng làm thức ăn để thực hiện các chức năng cần thiết cho sự sống. Vì thế, sinh vật dị dưỡng — tất cả các loài động vật, gần như tất cả các loại nấm, cũng như hầu hết vi khuẩn và động vật nguyên sinh; dựa vào sinh vật tự dưỡng, hay các sinh vật sản xuất sơ cấp, để thu năng lượng và các vật chất thô mà chúng cần. Sinh vật dị dưỡng hấp thụ năng lượng bằng cách bẻ gãy các nguyên tử hữu cơ (cacbohydrat, chất béo và protein) thu được trong thức ăn. Các sinh vật ăn thịt phụ thuộc gián tiếp vào sinh vật tự dưỡng, bởi vì những dinh dưỡng hấp thụ được từ các con mồi dị dưỡng của chúng thì tới từ các sinh vật tự dưỡng mà những con mồi này đã tiêu hóa.
Hầu hết các hệ sinh thái được hỗ trợ bởi quá trình sản xuất sơ cấp tự dưỡng của thực vật, quá trình này hấp thụ photon trước đó do mặt trời giải phóng. Quá trình quang hợp tách phân tử nước (H2O), giải phóng oxy (O2) vào không khí, và oxy hóa khử cacbon dioxide (CO2) để giải phóng nguyên tử hydro mà làm nhiên liệu cho quá trình trao đổi chất của quá trình sản xuất sơ cấp. Thực vật chuyển hóa và dự trữ năng lượng của photon thành các liên kết hóa học của đường đơn trong quá trình quang hợp. Đường thực vật này bị polyme hóa để dự trữ với vai trò là cacbohydrat chuỗi dài, bao gồm các loại đường khác, tinh bột và cellulose; glucose cũng được sử dụng để tạo ra chất béo và protein. Khi sinh vật tự dưỡng bị sinh vật dị dưỡng tiêu hóa, ví dụ như động vật, cacbohydrat, chất béo và protein chứa bên trong chúng trở thành năng lượng cho sinh vật dị dưỡng. Protein được tạo ra bằng cách sử dụng nitrat, sulfat và phosphat trong đất.